# Харес Митиленский
Харес (др.-греч. Χάρης ὁ Μυτιληναῖος; IV век до н. э.) — древнегреческий писатель, составивший «Историю Александра»

## Биография
Родом из греческого города Митилены, расположенного на острове Лесбос.
В 330 году до н. э. Александр, в подражание персидским царям, ввел при своем дворе должность эйсангелея — церемонийместера и назначил на этот пост Хареса. Харес был очевидцем многих событий, в том числе убийства Клита Чёрного, присутствовал при спорах о введении проскинезы, занимался организацией грандиозной свадьбы в Сузах и дипломатических приемов.
Свои воспоминания Харес изложил в десятитомном (или одиннадцатитомном) труде, до нас практически не дошедшем, но широко использовавшимся жившими позднее Афинеем, Плутархом и другими историками. Произведение Хареса посвящено тому периоду, когда он сам находился при Александре, и касается в основном жизни двора, его интриг и внутренних распрей. Когда же он переходит к описанию военных действий и вопросам иной тематики, то во многом полагается на сообщения других приближенных Александра. Харес использует также анекдоты, заимствованные из персидской псевдоистории, что сближает его с Ктесием, но все же это не лишает «Историю Александра» своей исторической ценности.